# WebSphere Application Server
WebSphere Application Server (WAS) is een softwareproduct van IBM, uit de WebSphere-familie.

## WAS-versies
IBM heeft een aantal versies en edities van de applicatieserver verkocht.
Zie ook WebSphere Liberty, a Java Platform, Enterprise Edition (JEE) server die ook IBM Notes databases kan benaderen; bron: crosswolds for IBM Domino.
| Versie | Editie                                                | J2EE | JDK   | Opmerkingen |
| ------ | ----------------------------------------------------- | ---- | ----- | --- |
| 1      |                                                       |      |       | De eerste versie van WebSphere Application Server werd in juni 1998 gepresenteerd. Het product bestond uit een servletengine, een runtime omgeving voor Java servlets dus. |
| 2      |                                                       |      | 1.1.x | Met versie 2 werd CORBA support en JavaBean functionaliteit toegevoegd. |
| 3      |                                                       | 1.0  | 1.2   | IBM heeft in deze versie veel uitbreidingen op de J2EE-specificatie toegevoegd. Versie 3 was de eerste versie die formeel ook voor OS/400 en z/OS werd uitgebracht. Verder werd de administratieve data ondergebracht in een database, waar deze eerder in tekstbestanden werd opgeslagen. De webgebaseerde administratieve console werd vervangen door een Java client. |
| 3      | SE                                                    | 1.0  | 1.2   | Standard Edition, ontbeert de mogelijkheid om Enterprise Beans uit te voeren. |
| 3      | AE                                                    | 1.0  | 1.2   | Advanced Edition |
| 3      | EE                                                    | 1.0  | 1.2   | Enterprise Edition |
| 3.5    |                                                       | 1.2  | 1.2   | 3.0 bleek al snel behoorlijke performanceproblemen te hebben, en onder andere hiervoor werd 3.5 uitgebracht. Deze WebSphere versie is door veel bedrijven langdurig gebruikt, er lopen nog steeds migratieprojecten van 3.5 naar een nieuwere versie. |
| 3.5    | SE                                                    | 1.2  | 1.2   | Standard Edition, ontbeert de mogelijkheid om Enterprise Beans uit te voeren. |
| 3.5    | AE                                                    | 1.2  | 1.2   | Advanced Edition |
| 3.5    | EE                                                    | 1.2  | 1.2   | Enterprise Edition |
| 4      |                                                       | 1.2  | 1.3   | Dit was een gecertificeerde J2EE 1.3-applicatieserver. Deze versie heeft het database-georiënteerde configuratiemodel van de 3.x-versies, behalve de single-serverversie, die een XML-dataopslag gebruikt. |
| 4      | AE                                                    | 1.2  | 1.3   | Advanced Edition |
| 4      | AEs                                                   | 1.2  | 1.3   | Single-serverversie die niet in een cluster kan worden gebruikt |
| 4      | AEd                                                   | 1.2  | 1.3   | Developer Edition. Functioneel gelijk aan AEs, maar niet te gebruiken voor een productie-omgeving. |
| 4      | EE                                                    | 1.2  | 1.3   | Enterprise Edition |
| 5      |                                                       | 1.3  | 1.3   | Dit is een gecertificeerde J2EE 1.3-applicatieserver. Het is een ingrijpend herschreven versie ten opzichte van de 3.x- en 4.x-versies. De op een database gebaseerde configuratie werd vervangen door een opslag die gebaseerd is op bestandsreplicatie. Een server die de deployment manager wordt genoemd heeft de bronversie van de celconfiguratie. Andere servers die deel uitmaken van een cluster kopiëren de voor hen relevante delen van deze master server als de configuratie wijzigt. Deze versie bevat ook een uitgeklede versie van MQ 5.3, die de embedded JMS server wordt genoemd. |
| 5      | Network Deployment                                    | 1.3  | 1.3   | Deze versie ondersteunt de uitrol van een cell configuratie met cluster en J2EE failover support |
| 5      | Enterprise Edition                                    | 1.3  | 1.3   | Deze versie voegt een workflow engine toe. |
| 5.1    |                                                       | 1.3  | 1.4   | De grootste wijziging ten opzichte van 5.0 is het gebruik van JDK 1.4.2 en het gebruik van de taal Jython voor wsadmin-scripts. Eerdere versies ondersteunden alleen Jacl. |
| 5.1    | WebSphere Business Integration Server Foundation V5.1 | 1.3  | 1.4   | Dit is de opvolger van de WebSphere Application Server Enterprise Edition v5.0. De workflow engine ondersteunt BPEL. |
| 5.1    | WebSphere eXtended Deployment (XD)                    | 1.3  | 1.4   | |
| 6.0    |                                                       | 1.4  | 1.4   | Deze versie werd uitgebracht in december 2004 en is een applicatie server die voldoet aan de J2EE 1.4-standaard. Veel van de mogelijkheden die eerder alleen in de enterpriseversie waren te vinden zijn nu aanwezig in het basisproduct. Voorbeelden hiervan zijn het toepassingsprofiel, startup-beans en async-beans. De JMS-implementatie is herschreven in Java en flink uitgebreid. De clusterfunctionaliteit is herschreven om gebruik te kunnen maken van de high availability manager. Deze beheert alle singleton in de WebSphere-omgeving.                                                |
| 6.1    |                                                       | 1.4  | 5     | Eerste versie met JPA ondersteuning. |
| 7      |                                                       | 5    | 6     | |
| 8.0    |                                                       | 6    | 6     | |
| 8.5    |                                                       | 6    | 7     | |
| 8.5.5  |                                                       | 6    | 7     | |